# Mycena lohwagii
Mycena lohwagii är en svampart som tillhör divisionen basidiesvampar, och som beskrevs av Rolf Singer. Mycena lohwagii ingår i släktet Mycena, och familjen Favolaschiaceae. Arten är reproducerande i Sverige.